# Touille
Touille település Franciaországban, Haute-Garonne megyében. Lakosainak száma 248 fő (2022. január 1.). Touille La Bastide-du-Salat, Betchat, His, Mane, Marsoulas és Salies-du-Salat községekkel határos.

## Népesség
A település népessége az elmúlt években az alábbi módon változott:
| Lakosok száma | 293  | 213  | 204  | 259  | 256  | 253  | 246  | 238  | 241  | 248  |
|               | 1968 | 1982 | 1990 | 2006 | 2013 | 2015 | 2017 | 2019 | 2020 | 2022 |